# فنار رأس التين
فنار رأس التين هو فنار يقع في الطرف الغربي لشبه جزيرة رأس التين بالإسكندرية حيث ويرشد السفن إلى مدخل الميناء الغربي. بُني الفنار في 1848 وهو عبارة عن برج أسطواني حجري بقاعدة مستطيلة طوله 55 م (180 قدمًا) مع فانوس وشرفة. والبرج مطلي بخطوط عرضية أفقية من اللونين الأبيض والأسود.

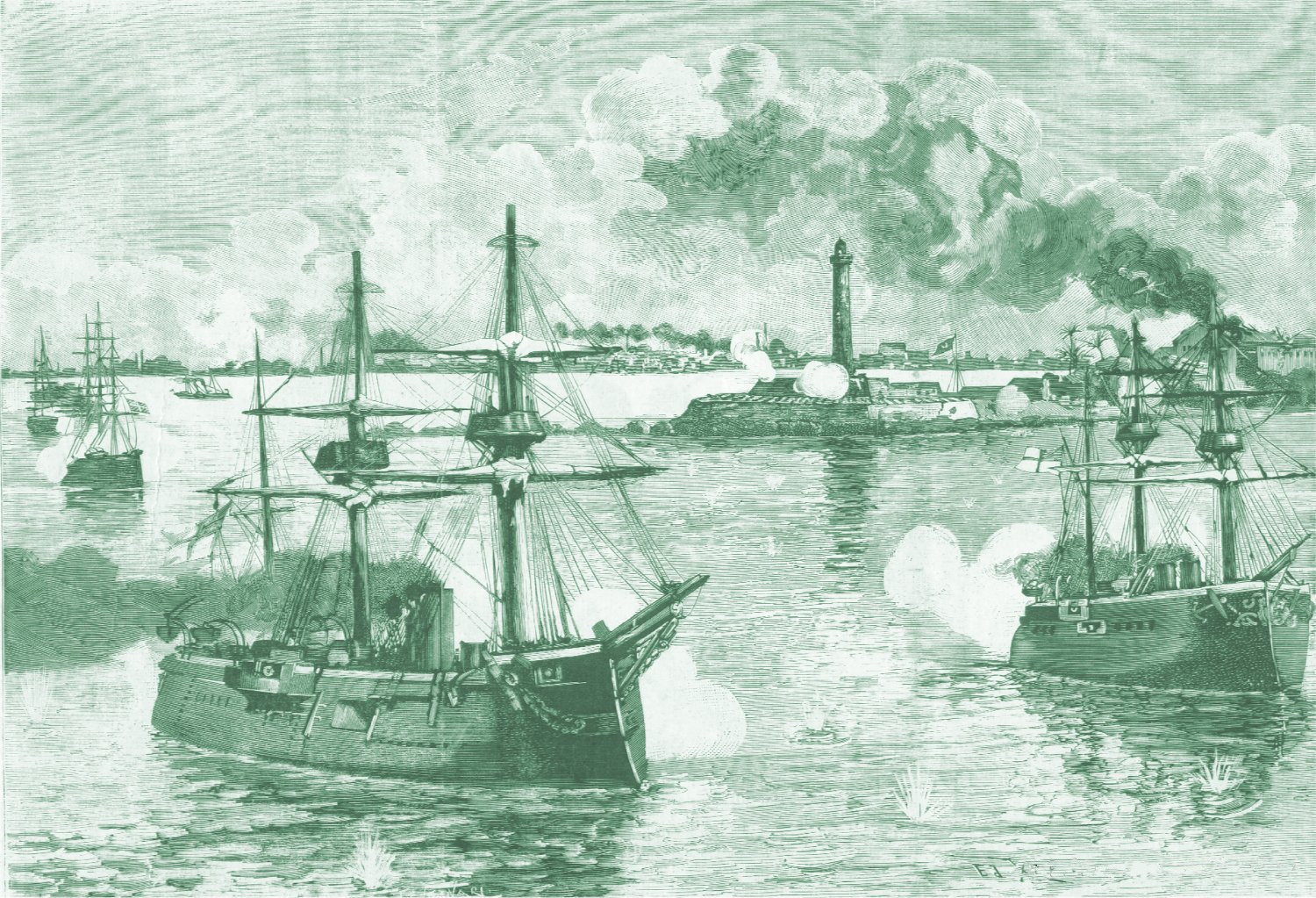
فنار رأس التين كما يظهر في رسم يصور القصف البريطاني للإسكندرية في 1882